# Всеобщая забастовка в Швеции (1902)
Всеобщая забастовка в Швеции — политическая забастовка в Швеции, прошедшая в мае 1902 года, которая требовала получение всеобщего и равного избирательного права для тогдашнего двухпалатного шведского риксдага (существовал с 1866 по 1971 год).
Одним из аргументов в пользу избирательного права, использованного во время забастовки, была реформа призыва 1901 года, утверждающая, что человек, рискующий своей жизнью ради своей страны, должен иметь полные гражданские права.

## История
В забастовке, продолжавшейся с 15 по 17 мая 1902 года, участвовало около 120 000 человек. Насколько данная забастовка ускорила развитие всеобщего избирательного права, введенного в Швеции только в 1919 году либерально-социал-демократическим коалиционным правительством, вызывает споры среди шведских историков.